# مطرانية الرومان الكاثوليك في سيمارانغ
مطرانية الرومان الكاثوليك في سيمارانغ (بالإنجليزية: Roman Catholic Archdiocese of Semarang)‏ هي أبرشية تقع في إندونيسيا في . يقدر عدد سكانها بـ 20,391,000 نسمة .